# Eupleurus
Eupleurus — подрод афодий, по некоторым источникам — самостоятельный род.

## Описание
Лобный шов с тремя коническими бугорками.

## Классификация
В составе подрода:
- Aphodius antiquus Faldermann, 1835
- Aphodius subterraneus Linnaeus, 1758